# 10e étape du Tour d'Italie 2006
La 10e étape du Tour d'Italie 2006 a lieu le 16 mai entre Termoli et Peschici. Elle est remportée par Franco Pellizotti, membre d'une échappée avec vingt autres coureurs, dont Vladimir Efimkin et Sergueï Yakovlev, deuxième et troisième. Arrivant avec près de trois minutes et demie d'avance sur le peloton, Franco Pellizotti passe à la quatrième place du classement général.

## Déroulement de la course
Un premier groupe de vingt-et-un coureurs part après 25 kilomètres de course. Il est cependant repris après une vingtaine de kilomètres par le peloton, emmené par l'équipe CSC. Seize coureurs attaquent à leur tour au kilomètres 52. Benoît Joachim (Discovery Channel), Sylvain Calzati et Hubert Dupont (AG2R Prévoyance), José Luis Carrasco Francisco Pérez Sánchez et Joan Horrach (Caisse d'ÉEpargne-Illes Balears), Sergiy Matveyev (Ceramica Panaria-Navigare), Benoît Poilvet (Crédit agricole), Serguei Yakovlev (Liberty Seguros-Würth), Axel Merckx (Phonak), Theo Eltink et Alexandr Kolobnev (Rabobank), Ángel Gómez (Saunier Duval-Prodir), José Serpa (Selle Italia-Serramenti Diquigiovanni), Giovanni Lombardi (CSC) et Alessandro Vanotti (Milram) sont ensuite rejoints par Franco Pellizotti, Charles Wegelius (Liquigas), Vladimir Efimkin (Caisse d'Epargne-Illes Balears) et Marco Pinotti (Saunier Duval-Prodir) au kilomètre 75, puis Sven Krauss (Gerolsteiner), formant ainsi un nouveau groupe de vingt-et-un coureurs.
Leur avance culmine à près de six minutes au sprint intermédiaire de Manfredonia, où Pinotti devance Kolobnev et Poilvet. Franco Pellizotti est alors maillot rose « virtuel », son retard sur Ivan Basso étant de 5 min 48 s au départ de l'étape. L'équipe Lampre prend cependant la tête du peloton et réduit cette avance. Au Monte Sant'Angelo (127e kilomètre), où Calzati passe le premier devant Horrach et Pinotti, cette dernière est de trois minutes et demie. Les échappés parviennent toutefois à garder trois minutes d'avance et, favorisés par les trente derniers kilomètres essentiellement en descente, ne sont par rattrapés.
Axel Merckx attaque seul à environ quinze kilomètres de l'arrivée, dans la descente menant à Peschici. Il creuse un écart de dix à douze secondes. Derrière lui, la poursuite est menée par Charles Wegelius, équipier de Pellizotti, et les Caisse d'Epargne, qui comptent quatre coureurs dans l'échappée. Merckx est repris à 150 mètres de la ligne d'arrivée par Pellizotti qui a lancé son sprint et remporte l'étape. Il devance nettement Vladimir Efimkin et Sergueï Yakovlev.
Le peloton, avec tous les favoris arrive trois minutes et 23 secondes après Pellizotti. Celui-ci gagne ainsi dix-neuf places au classement général. Il est désormais quatrième, à deux minutes d'Ivan Basso. L'équipe Liquigas peut dès lors compter sur deux coureurs pour le classement général, son leader Danilo Di Luca occupant la septième place.

## Résultats

### Classement de l'étape
|    | Coureur            | Pays       | Équipe                         |    | Temps           |
| -- | ------------------ | ---------- | ------------------------------ | -- | --------------- |
| 1  | Franco Pellizotti  | Italie     | Liquigas                       | en | 4 h 39 min 47 s |
| 2  | Vladimir Efimkin   | Russie     | Caisse d'Épargne-Illes Balears | +  | m.t.            |
| 3  | Sergueï Yakovlev   | Kazakhstan | Liberty Seguros                |    | 2 s             |
| 4  | Hubert Dupont      | France     | AG2R Prévoyance                |    | m.t.            |
| 5  | Theo Eltink        | Pays-Bas   | Rabobank                       |    | 3 s             |
| 6  | José Luis Carrasco | Espagne    | Caisse d'Épargne-Illes Balears |    | m.t.            |
| 7  | Marco Pinotti      | Italie     | Saunier Duval                  |    | 5 s             |
| 8  | Sven Krauss        | Allemagne  | Gerolsteiner                   |    | m.t.            |
| 9  | Alexandr Kolobnev  | Russie     | Rabobank                       |    | 8 s             |
| 10 | Joan Horrach       | Espagne    | Caisse d'Épargne-Illes Balears |    | m.t.            |

### Points attribués
|   | Cycliste          | Pays        | Équipe          | Points |
| - | ----------------- | ----------- | --------------- | ------ |
| 1 | Marco Pinotti     | Italie      | Saunier Duval   | 8      |
| 2 | Alexandr Kolobnev | Russie      | Rabobank        | 6      |
| 3 | Benoît Poilvet    | France      | Crédit agricole | 4      |
| 4 | Charles Wegelius  | Royaume-Uni | Liquigas        | 3      |
| 5 | Franco Pellizotti | Italie      | Liquigas        | 2      |
| 6 | Theo Eltink       | Pays-Bas    | Rabobank        | 1      |

|    | Cycliste                | Pays       | Équipe                         | Points |
| -- | ----------------------- | ---------- | ------------------------------ | ------ |
| 1  | Franco Pellizotti       | Italie     | Liquigas                       | 25     |
| 2  | Vladimir Efimkin        | Russie     | Caisse d'Épargne-Illes Balears | 20     |
| 3  | Sergueï Yakovlev        | Kazakhstan | Liberty Seguros                | 16     |
| 4  | Hubert Dupont           | France     | AG2R Prévoyance                | 14     |
| 5  | Theo Eltink             | Pays-Bas   | Rabobank                       | 12     |
| 6  | José Luis Carrasco      | Espagne    | Caisse d'Épargne-Illes Balears | 10     |
| 7  | Marco Pinotti           | Italie     | Saunier Duval                  | 9      |
| 8  | Sven Krauss             | Allemagne  | Gerolsteiner                   | 8      |
| 9  | Alexandr Kolobnev       | Russie     | Rabobank                       | 7      |
| 10 | Joan Horrach            | Espagne    | Caisse d'Épargne-Illes Balears | 6      |
| 11 | Axel Merckx             | Belgique   | Phonak                         | 5      |
| 12 | Benoît Poilvet          | France     | Crédit agricole                | 4      |
| 13 | Benoît Joachim          | États-Unis | Discovery Channel              | 3      |
| 14 | Alessandro Vanotti      | Italie     | Team Milram                    | 2      |
| 15 | Francisco Pérez Sánchez | Espagne    | Caisse d'Épargne-Illes Balears | 1      |

### Cols et côtes
- Côte de Monte Sant'Angelo, 3e catégorie (km 126,5)

|   | Cycliste        | Pays    | Équipe                         | Points |
| - | --------------- | ------- | ------------------------------ | ------ |
| 1 | Sylvain Calzati | France  | AG2R Prévoyance                | 3      |
| 2 | Joan Horrach    | Espagne | Caisse d'Épargne-Illes Balears | 2      |
| 3 | Marco Pinotti   | Italie  | Saunier Duval                  | 1      |

### Points attribués pour le classement combiné
|    | Cycliste               | Pays      | Équipe             | Points |
| -- | ---------------------- | --------- | ------------------ | ------ |
| 1  | Ivan Basso             | Italie    | Team CSC           | 37     |
| 2  | Paolo Savoldelli       | Italie    | Discovery Channel  | 37     |
| 3  | José Enrique Gutiérrez | Espagne   | Phonak             | 36     |
| 4  | Damiano Cunego         | Italie    | Lampre-Fondital    | 27     |
| 5  | Sandy Casar            | France    | Française des jeux | 20     |
| 6  | Sylvain Calzati        | France    | AG2R Prévoyance    | 16     |
| 7  | Franco Pellizotti      | Italie    | Liquigas           | 15     |
| 8  | Robbie McEwen          | Australie | Davitamon-Lotto    | 15     |
| 9  | Mickaël Delage         | France    | Française des jeux | 15     |
| 10 | Grischa Niermann       | Pays-Bas  | Rabobank           | 14     |

## Classements à l'issue de l'étape

### Classement général
|     | Cycliste               | Pays       | Équipe            |    | Temps            |
| --- | ---------------------- | ---------- | ----------------- | -- | ---------------- |
| 1   | Ivan Basso             | Italie     | Team CSC          | en | 39 h 29 min 40 s |
| 2   | José Enrique Gutiérrez | Espagne    | Phonak            |    | 1 min 34 s       |
| 3   | Damiano Cunego         | Italie     | Lampre-Fondital   |    | 1 min 48 s       |
| 4   | Franco Pellizotti      | Italie     | Liquigas          |    | 2 min 00 s       |
| 5   | Paolo Savoldelli       | Italie     | Discovery Channel |    | 2 min 35 s       |
| 6   | Serhiy Honchar         | Ukraine    | T-Mobile          |    | 2 min 43 s       |
| 7   | Danilo Di Luca         | Italie     | Liquigas          |    | 2 min 48 s       |
| 8   | Gilberto Simoni        | Italie     | Saunier Duval     |    | 3 min 20 s       |
| 9   | Giampaolo Caruso       | Italie     | Liberty Seguros   |    | 3 min 23 s       |
| DSQ | Thomas Danielson       | États-Unis | Discovery Channel |    | 3 min 31 s       |

### Classement par points
|   | Cycliste      | Pays      | Équipe                | Points |
| - | ------------- | --------- | --------------------- | ------ |
| 1 | Robbie McEwen | Australie | Davitamon-Lotto       | 89     |
| 2 | Paolo Bettini | Italie    | Quick Step-Innergetic | 83     |
| 3 | Olaf Pollack  | Allemagne | T-Mobile              | 68     |

### Classement du meilleur grimpeur
|   | Cycliste          | Pays     | Équipe          | Points |
| - | ----------------- | -------- | --------------- | ------ |
| 1 | Ivan Basso        | Italie   | Team CSC        | 15     |
| 2 | Staf Scheirlinckx | Belgique | Cofidis         | 13     |
| 3 | Damiano Cunego    | Italie   | Lampre-Fondital | 10     |

### Classement du combiné
|   | Cycliste               | Pays    | Équipe            | Points |
| - | ---------------------- | ------- | ----------------- | ------ |
| 1 | Paolo Savoldelli       | Italie  | Discovery Channel | 441    |
| 2 | José Enrique Gutiérrez | Espagne | Phonak            | 251    |
| 3 | Danilo Di Luca         | Italie  | Liquigas          | 197    |

### Classements par équipes

#### Classement aux temps
|   | Équipe            | Pays       |    | Temps             |
| - | ----------------- | ---------- | -- | ----------------- |
| 1 | Liquigas          | Italie     | en | 117 h 20 min 43 s |
| 2 | Discovery Channel | États-Unis | +  | 10 s              |
| 3 | Phonak            | Suisse     |    | 1 min 22 s        |

#### Classement aux points
|   | Équipe                         | Pays      | Points |
| - | ------------------------------ | --------- | ------ |
| 1 | Gerolsteiner                   | Allemagne | 145    |
| 2 | T-Mobile                       | Allemagne | 125    |
| 3 | Caisse d'Épargne-Illes Balears | Espagne   | 120    |

### Classements annexes

#### Classement Azzurri d'Italia
|   | Cycliste         | Pays      | Équipe            | Points |
| - | ---------------- | --------- | ----------------- | ------ |
| 1 | Robbie McEwen    | Australie | Davitamon-Lotto   | 12     |
| 2 | Paolo Savoldelli | Italie    | Discovery Channel | 6      |
| 3 | Tomas Vaitkus    | Lituanie  | AG2R Prévoyance   | 5      |

#### Classement de la combativité
|   | Cycliste         | Pays      | Équipe                | Points |
| - | ---------------- | --------- | --------------------- | ------ |
| 1 | Robbie McEwen    | Australie | Davitamon-Lotto       | 21     |
| 3 | Paolo Bettini    | Italie    | Quick Step-Innergetic | 20     |
| 2 | Paolo Savoldelli | Italie    | Discovery Channel     | 16     |

#### Classement 110 Gazzetta
|   | Cycliste         | Pays      | Équipe             | Points |
| - | ---------------- | --------- | ------------------ | ------ |
| 1 | Mickaël Delage   | France    | Française des jeux | 10     |
| 2 | Grischa Niermann | Allemagne | Rabobank           | 7      |
| 2 | Patrick Calcagni | Suisse    | Liquigas           | 7      |

#### Classement de l'échappée (Fuga)
|   | Cycliste            | Pays    | Équipe            | Points |
| - | ------------------- | ------- | ----------------- | ------ |
| 1 | Christophe Edaleine | France  | Crédit agricole   | 207    |
| 2 | Sergiy Matveyev     | Ukraine | Panaria           | 207    |
| 3 | Andoni Aranaga      | Espagne | Euskaltel-Euskadi | 207    |